# The Blue Trees
The Blue Trees je sedmé studiové album velšské rockové skupiny Gorky's Zygotic Mynci. Vydalo jej dne 30. října 2000 hudební vydavatelství Mantra Recordings a jeho producentem byl spolu se členy kapely Gorwel Owen, který s kapelou spolupracoval již v minulolsti. Nahráno bylo v červenci 2000 ve studiu Stiwdio Ofn.

## Seznam skladeb
| Pořadí | Název                                  | Autor         | Délka |
| ------ | -------------------------------------- | ------------- | ----- |
| 1.     | The Blue Trees                         | Richard James | 2:07  |
| 2.     | This Summer's Been Good from the Start | Euros Childs  | 2:39  |
| 3.     | Lady Fair                              | Childs        | 3:48  |
| 4.     | Foot and Mouth '68                     | Childs, James | 2:23  |
| 5.     | Wrong Turnings                         | James         | 4:28  |
| 6.     | Fresher Than the Sweetness in Water    | Ray Cane      | 2:25  |
| 7.     | Face Like Summer                       | Childs        | 2:58  |
| 8.     | Sbia Ar Y Seren                        | Childs        | 2:37  |